# Granitola Torretta
Granitola Torretta è un centro abitato di 131 abitanti nel territorio del comune di Campobello di Mazara, comune italiano del libero consorzio comunale di Trapani in Sicilia.
È nota anche come Torretta Granitola per via della locale torre costiera, che però (insieme alla Torre Sorello) è sita nella parte più occidentale dell'abitato, ricadente in territorio di Mazara del Vallo.

## Storia
La borgata prese forma dal 1857 di fronte al porticciolo naturale nell'ex feudo Campana, allora proprietà del principe Diego Pignatelli Aragona.
Nell'insenatura naturale, dove si può ormeggiare la propria barca, oggi vi è la sede della locale Lega Navale Italiana.

## Monumenti e luoghi d'interesse

### Architetture religiose
- Chiesa parrocchiale di Maria Assunta Stella del Mare, sita in via Evangelista Torricelli. 37°34′32.94″N 12°39′32.9″E
- Antico calvario cittadino, sito poco fuori dal centro abitato. 37°34′39.81″N 12°39′29.63″E

### Architetture civili
- Tonnara di Capo Granitola, ex tonnara ottocentesca, oggi adibita a sede dell'istituto per l'ambiente marino e costiero del Consiglio Nazionale delle Ricerche[2]. 37°34′21.81″N 12°39′29.86″E

### Altro
- Faro di Capo Granitola, attivato nel 1865, alto 35 metri[3]. 37°33′57.46″N 12°39′43.55″E

## Cultura

### Eventi
Ad agosto, uno degli eventi più attesi è il "carnevale estivo". Il 15 agosto si festeggia la ricorrenza cattolica dell'Assunzione di Maria, tramite l'arrivo, in porto, di una statua della Madonna a bordo di una barca.